# Allan Pearce
Allan Pearce (nascut el 7 d'abril de 1983) és un jugador de futbol neozelandès que juga com a davanter. Ha jugat un partit en la selecció de futbol de Nova Zelanda. Des del 2006 juga amb el club Waitakere United del Campionat de Futbol de Nova Zelanda.

## Trajectòria per club
Pearce fou guardonat amb una beca per a jugar per tres anys amb el Barnsley F.C. el desembre de 1999 i progressà de formar part de l'equip juvenil a formar part de la segona plantilla de l'equip. L'agost de 2002 Pearce va ser transferit al Worksop Town per un període que inicialment era indefinit, en el qual fou una gran impressió en un amistós pretemporada en una victòria contra el Sheffield Wednesday F.C. previ al seu debut amb el Worksop Town en la Northern Premier League en un partit local que resultà en un 2 a 0 contra el Burscough F.C. el 17 d'agost de 2002.
L'octubre de 2002 va ser contractat per un equip professional, el Lincoln City F.C., en el qual fou un nombre d'aparicions en la Football League Two abans de retornar al seu país natal de Nova Zelanda per a jugar amb el Waitakere United.
El setembre de 2006 Pearce fou recontractat per a jugar amb el Waitakere United després d'haver passat uns anys jugant a Anglaterra de nou, aquest cop amb el Worksop Town en la lliga Conference North.
Allan Pearce ostenta el rècord de ser el jugador que més partits ha jugat amb el Waitakere United, amb més de 100 partits. A més, ha marcat el major nombre de gols, amb més de 50, incloent dos hat-tricks marcats el 23 de desembre de 2007 contra el Team Wellington i el 9 de febrer de 2008 contra l'Otago United.

## Trajectòria internacional
Pearce començà representant a Nova Zelanda jugant en les seleccions sub-17 i sub-23.
Va debutar amb els «All Whites» en un partit que acabà en un 3 a 1 pels neozelandesos en la fase de classificació de la Copa del Món de 2010 contra Nova Caledònia el 6 de setembre de 2008.

## Palmarès
- Lliga de Campions de l'OFC (2): 2007, 2007-08.
- Campionat de Futbol de Nova Zelanda (4): 2007-08, 2009-10, 2010-11, 2011-12.